# Пам'ятки історії Первомайського району (Харківська область)
У Первомайському районі Харківської області на обліку перебуває 38 пам'яток історії.
| № п/п | Охоронний номер пам’ятки | Місце знаходження, (адреса) пам’ятки     | Найменування пам’ятки | Автор, дослідник пам’ятки.Дата відкриття        | Матеріал, з якого виготовлений пам’ятник. Основні розміри                   | Категорія охорони пам’ятки | Номер і дата рішення державних органів про взяття пам’ятки під охорону | Охоронна зона |
| ----- | ------------------------ | ---------------------------------------- | --- | ----------------------------------------------- | --------------------------------------------------------------------------- | -------------------------- | ---------------------------------------------------------------------- | --- |
| 1.    | 1277                     | сел. Біляївка Суданської с/р             | Братська могила радянських воїнів. Поховано 124 воїни. 1941 р., 1942 р., 1943 р.                                            | Харківська скульптурна фабрика 1956 р.          | Скульптура — 2,5 м, з/б Постамент — 2,3 м, цегла, цемент                    | Місцева                    | № 61 від 25.01.72 р.                                                   | 25 м (Наказ управління культури і туризму від 10.09.09. № 234) |
| 2.    | 1276                     | с. Берека Берецької с/р                  | Братська могила радянських воїнів і пам'ятний знак воїнам-односельцям. Поховано 1114 воїнів. 1942 р., 1943 р. 1941–1945 рр. | Харківська скульптурна фабрика 1956 р., 1975 р. | Скульптура — 2,5 м, з/б Постамент — 3,0 м, цегла, цемент                    | -<<-                       | -<<-                                                                   | 25 м (Наказ управління культури і туризму від 10.09.09. № 234) |
| 3.    | 1278                     | с. Булацелівка Суданської с/р            | Братська могила радянських воїнів. Поховано 340 воїнів. 1942 р., 1943 р.                                                    | Харківська скульптурна фабрика 1981 р.          | Скульптура — 2,5 м, з/б Постамент — 2,5 м, цегла, цемент                    | -<<-                       | -<<-                                                                   | 25 м (Наказ управління культури і туризму від 10.09.09. № 234) |
| 4.    | 1279                     | с. Верхній Бишкин Верхньобишкинської с/р | Братська могила радянських воїнів. Поховано 1286 воїнів. 1942 р., 1943 р.                                                   | Харківська скульптурна фабрика 1965 р.          | Скульптура — 2,5 м, з/б Постамент — 2,5 м, цегла, цемент                    | -<<-                       | -<<-                                                                   | 25 м (Наказ управління культури і туризму від 10.09.09. № 234) |
| 5.    | 1747                     | -<<-                                     | Пам'ятник Косинову П. М. — Герою Радянського Союзу                                                                          | Харківська скульптурна фабрика 1980 р.          | Бюст — граніт Постамент — 2,0 м, з/б                                        | -<<-                       | № 13 від 12.01.81 р.                                                   | |
| 6.    | 1280                     | с. Верхня Орілька Верхньоорільської с/р  | Братська могила радянських воїнів і пам'ятний знак воїнам-односельцям. Поховано 263 воїни. 1942 р., 1943 р. 1941–1945 рр.   | Харківська скульптурна фабрика 1957 р.          | Скульптура — 3,0 м, з/б Постамент — 4,0 м, цегла, цемент                    | -<<-                       | № 61 від 25.01.72 р.                                                   | 25 м (Наказ управління культури і туризму від 10.09.09. № 234) |
| 7.    | 1281                     | с. Грушине Грушинської с\р               | Братська могила радянських воїнів. Поховано 1480 воїнів. 1942 р., 1943 р.                                                   | Харківська скульптурна фабрика 1979 р.          | Скульптура — 2,5 м, з/б Постамент — 4,5 м, цегла, цемент                    | -<<-                       | -<<-                                                                   | 25 м (Наказ управління культури і туризму від 10.09.09. № 234) |
| 8.    | 1282                     | с. Дмитрівка Дмитрівської с/р            | Братська могила радянських воїнів. Поховано 455 воїнів. 1942 р., 1943 р.                                                    | Харківська скульптурна фабрика 1980 р.          | Скульптура — 3,6 м, з/б Постамент — 3,6 м, цегла, цемент                    | -<<-                       | -<<-                                                                   | 25 м (Наказ управління культури і туризму від 10.09.09. № 234) |
| 9.    | 227\е                    | с. Єфремівка Єфремівської с/р            | Єфремівська фортеця Української укріпленої лінії. 1731–1742 рр.                                                             |                                                 | Площа 300,0х300,0 м                                                         | -<<-                       | № 61 від 25.01.72 р.                                                   | 25 м. Наказ УКТ ХОДА № 36/1 від 09.02. 2006 р. ЗУ «Про перелік пам'яток культ. спадщини, що не підлягають приватизації» № 574-VI від 23.09.08 р.\|\|                           |
| 10.   | 1283                     | -<<-                                     | Братська могила радянських воїнів. Поховано 432 воїни. 1941 р., 1942 р., 1943 р.                                            | Харківська скульптурна фабрика 1958 р.          | Скульптура — 2,5 м, з/б Постамент — 3,0 м, цегла, цемент                    | -<<-                       | № 61 від 25.01.72 р.                                                   | 25 м (Наказ управління культури і туризму від 10.09.09. № 234) |
| 11.   | 1284                     | с. Жовтневе Грушинської с/р              | Братська могила радянських воїнів і партизанів. Поховано 126 воїнів. 1941 р., 1942 р., 1943 р.                              | Харківська скульптурна фабрика 1969 р.          | Скульптура — 2,3 м, з/б Постамент — 2,4 м, цегла, цемент                    | -<<-                       | № 61 від 25.01.72 р.                                                   | 25 м (Наказ управління культури і туризму від 10.09.09. № 234) |
| 12.   | 1265                     | с. Закутнівка Закутнівської с/р          | Братська могила радянських воїнів. Поховано 97 воїнів. 1941 р., 1942 р., 1943 р.                                            | Харківська скульптурна фабрика 1982 р.          | Скульптура — 3,0 м, з/б Постамент — 1,5 м, цегла, цемент                    | -<<-                       | -<<-                                                                   | 25 м (Наказ управління культури і туризму від 10.09.09. № 234) |
| 13.   | 1285                     | с. Кам'янка Киселівської с/р             | Братська могила радянських воїнів. Поховано 62 воїни. 1942 р., 1943 р.                                                      | Харківська скульптурна фабрика 1956 р.          | Скульптура — 2,8 м, з/б Постамент — 3,5 м, цегла, цемент                    | Місцева                    | № 61 від 25.01.72 р.                                                   | 25 м (Наказ управління культури і туризму від 10.09.09. № 234) |
| 14.   | 1287                     | с. Картамиш Картамишської с/р            | Братська могила радянських воїнів. Поховано 95 воїнів. 1942 р., 1943 р.                                                     | Харківська скульптурна фабрика 1957 р.          | Скульптура — 2,5 м, з/б Постамент — 3,0 м, цегла, цемент                    | -<<-                       | -<<-                                                                   | 25 м (Наказ управління культури і туризму від 10.09.09. № 234) |
| 15.   | 1288                     | с. Киселі Киселівської с/р               | Братська могила радянських воїнів і партизанів. Поховано 1304 воїни. 1941 р., 1942 р.                                       | Харківська скульптурна фабрика 1963 р.          | Скульптура — 2,5 м, з/б Постамент — 2,5 м, цегла, цемент                    | -<<-                       | -<<-                                                                   | 25 м (Наказ управління культури і туризму від 10.09.09. № 234) |
| 16.   | 1283                     | с. Красиве Одрадівської с/р              | Братська могила радянських воїнів. Поховано 378 воїнів. 1942 р., 1943 р.                                                    | Харківська скульптурна фабрика 1962 р.          | Скульптура — 2,5 м, з/б Постамент — 2,75 м, цегла, цемент                   | -<<-                       | -<<-                                                                   | 25 м (Наказ управління культури і туризму від 10.09.09. № 234) |
| 17.   | 1290                     | сел. Красне Краснянської с/р             | Братська могила радянських воїнів. Поховано 187 воїнів. 1941 р., 1942 р., 1943 р.                                           | Харківська скульптурна фабрика 1982 р.          | Скульптура — 3,0 м, з/б Постамент — 1,1 м, цегла, цемент                    | -<<-                       | -<<-                                                                   | 25 м (Наказ управління культури і туризму від 10.09.09. № 234) |
| 18.   | 1291                     | с. Крутоярка Картамишської с/р           | Братська могила радянських воїнів. Поховано 158 воїнів. 1941 р., 1942 р., 1943 р.                                           | Харківська скульптурна фабрика 1958 р.          | Скульптура — 3,5 м, з/б Постамент — 2,0 м, цегла, цемент                    | -<<-                       | -<<-                                                                   | 25 м (Наказ управління культури і туризму від 10.09.09. № 234) |
| 19.   | 1292                     | с. Крюкове Роздольської с/р              | Братська могила радянських воїнів. Поховано 115 воїнів. 1942 р., 1943 р.                                                    | Харківська скульптурна фабрика 1968 р.          | Скульптура — 2,5 м, з/б Постамент — 2,5 м, цегла, цемент                    | -<<-                       | -<<-                                                                   | 25 м (Наказ управління культури і туризму від 10.09.09. № 234) |
| 20.   | 1293                     | с. Миронівка Миронівської с/р            | Братська могила радянських воїнів. Поховано 982 воїни. 1942 р., 1943 р.                                                     | Харківська скульптурна фабрика 1962 р.          | Скульптура — 2,5 м, з/б Постамент — 0,4 м, цегла, цемент                    | -<<-                       | -<<-                                                                   | 25 м (Наказ управління культури і туризму від 10.09.09. № 234) |
| 21.   | 1748                     | -<<-                                     | Пам'ятник Колодченку Б. Г. — Герою Радянського Союзу                                                                        | Харківська скульптурна фабрика 1979 р.          | Бюст — 1,15 м, граніт Постамент — 2,0 м, з/б                                | -<<-                       | № 13 від 12.01.81 р.                                                   | |
| 22.   | 227\г                    | с. Михайлівка Михайлівської с/р          | Михайлівська фортеця Української укріпленої лінії.1731-1742 рр.                                                             |                                                 | Площа 300,0х300,0 м                                                         | -<<-                       | № 61 від 25.01.72 р.                                                   | 25 м. Наказ управління культури і туризму ХОДА № 36/1 від 09.02. 2006 р. ЗУ «Про перелік пам'яток культ. спадщини, що не підлягають приватизації» № 574-VI від 23.09.08 р.\|\| |
| 23.   | 1294                     | -<<-                                     | Братська могила радянських воїнів. Поховано 379 воїнів. 1942 р., 1943 р.                                                    | Харківська скульптурна фабрика 1980 р.          | Скульптура — 3,0 м, з/б Постамент — 1,1 м, цегла, цемент                    | -<<-                       | № 61 від 25.01.72 р.                                                   | 25 м (Наказ управління культури і туризму від 10.09.09. № 234) |
| 24.   | 1749                     | -<<-                                     | Пам'ятник Бугайченку І. Ф., Герою Радянського Союзу                                                                         | Харківська скульптурна фабрика 1977 р.          | Бюст — 1,5 м. Постамент — 2,1 м, з/б, облицьований кахлем                   | -<<-                       | № 13 від 12.01.81 р.                                                   | |
| 25.   | 1295                     | с. Новоєгорівка Миронівської с/р         | Братська могила радянських воїнів. Поховано 470 воїни. 1942 р., 1943 р.                                                     | Харківська скульптурна фабрика 1957 р.          | Скульптура — 2,5 м, з/б Постамент — 3,5 м, цегла, цемент                    | -<<-                       | № 61 від 25.01.72 р.                                                   | 25 м (Наказ управління культури і туризму від 10.09.09. № 234) |
| 26.   | 1286                     | с. Одрадове Одрадівської с/р             | Братська могила радянських воїнів. Поховано 160 воїнів. 1941 р., 1942 р., 1943 р.                                           | Харківська скульптурна фабрика 1962 р.          | Скульптура — 2,5 м, з/б Постамент — 0,5 м, цегла, цемент                    | -<<-                       | -<<-                                                                   | 25 м (Наказ управління культури і туризму від 10.09.09. № 234) |
| 27.   | 1297                     | с. Олексіївка Олексіївської с/р          | Братська могила червоноармійців, радянських воїнів і партизанів. Поховано 1211 воїнів. 1917 р., 1941 р., 1942 р., 1943 р.   | Харківська скульптурна фабрика 1977 р.          | Скульптура — 3,0 м, з/б Постамент — 1,5 м, цегла, цемент                    | Місцева                    | № 61 від 25.01.72 р.                                                   | 25 м (Наказ управління культури і туризму від 10.09.09. № 234) |
| 28.   | 1861                     | -<<-                                     | Пам'ятник Шумському, Герою Радянського Союзу                                                                                | Харківська скульптурна фабрика 1980 р.          | Скульптура — 3,0 м, з/б Постамент — 1,5 м, цегла, цемент                    | -<<-                       | -<<-                                                                   | |
| 29.   | 2353                     | с. Паризьке Суданської с/р               | Братська могила радянських воїнів. Поховано 300 воїнів. 1941 р., 1942 р., 1943 р.                                           | Скульпт. Грєньов В. Д. 1988 р.                  | Скульптура — 4,0 м, з/б Постамент — 1,0 м, мідь                             | -<<-                       | -<<-                                                                   | 25 м (Наказ управління культури і туризму від 10.09.09. № 234) |
| 30.   | 1295                     | с. Побєда Суданської с/р                 | Братська могила радянських воїнів. Поховано 575 воїнів. 1941 р., 1942 р., 1943 р.                                           | Харківська скульптурна фабрика 1979 р.          | Скульптура — 3,0 м, з/б Постамент — 1,5 м, цегла, цемент                    | -<<-                       | -<<-                                                                   | 25 м (Наказ управління культури і туризму від 10.09.09. № 234) |
| 31.   | 1291                     | сел. Правда Правдинської с/р             | Братська могила радянських воїнів пам'ятний знак воїнам-односельцям. Поховано 11 воїнів. 1941 р., 1942 р., 1943 р.          | Харківська скульптурна фабрика 1983 р.          | Скульптура — 3,5 м, з/б Постамент — 5,0 м, цегла, цемент                    | -<<-                       | -<<-                                                                   | 25 м (Наказ управління культури і туризму від 10.09.09. № 234) |
| 32.   | 1501                     | с. Роздолля Роздольської с/р             | Братська могила радянських воїнів пам'ятний знак воїнам-односельцям. Поховано 299 воїнів. 1941–1943 рр., 1941–1945 рр.      | Харківська скульптурна фабрика 1979 р.          | Скульптура — 3,0 м, з/б Постамент — 1,7 м, цегла, цемент                    | -<<-                       | -<<-                                                                   | 25 м (Наказ управління культури і туризму від 10.09.09. № 234) |
| 33.   | 1750                     | -<<-                                     | Пам'ятник Максюті І. М. — Герою Радянського Союзу                                                                           | Харківська скульптурна фабрика 1979 р.          | Бюст — 0,8 м, граніт, Постамент — 2,0 м, з/б                                | -<<-                       | № 13 від 12.01.81 р.                                                   | |
| 34.   | 1300                     | с. Ржавчик Ржавчикської с/р              | Братська могила радянських воїнів. Поховано 56 воїнів. 1941 р., 1942 р., 1943 р.                                            | Скульпт. Сова 1962 р.                           | Скульптура — 3,0 м, з/б Постамент — 2,5 м, цегла, цемент                    | -<<-                       | № 61 від 25.01.72 р.                                                   | 25 м (Наказ управління культури і туризму від 10.09.09. № 234) |
| 35.   | 2069                     | -<<-                                     | Пам'ятник Волковському В. Ф. — Герою Радянського Союзу                                                                      | 1984 р.                                         | Бюст — 1,5 м, мідь, Постамент — 1,4 м, з/б, облицьований мармуровою плиткою | -<<-                       | № 413 від 19.08.85 р.                                                  | |
| 36.   | 1303                     | с. Суданка Суданської с/р                | Братська могила радянських воїнів. Поховано 67 воїнів. 1942 р., 1943 р.                                                     | Харківська скульптурна фабрика 1982 р.          | Скульптура — 3,5 м, з/б Постамент — 2,0 м, цегла, цемент                    | -<<-                       | № 61 від 25.01.72 р.                                                   | 25 м (Наказ управління культури і туризму від 10.09.09. № 234) |
| 37.   | 1304                     | с. Тимченки Миронівської с/р             | Братська могила радянських воїнів. Поховано 281 воїна. 1941 р., 1942 р.                                                     | Харківська скульптурна фабрика 1962 р.          | Скульптура — 2,5 м, з/б Постамент — 1,1 м, цегла, цемент                    | -<<-                       | -<<-                                                                   | 25 м (Наказ управління культури і туризму від 10.09.09. № 234) |
| 38.   | 1305                     | с. Шульське Роздольської с/р             | Братська могила радянських воїнів. Поховано 5 воїнів. 1941 р., 1942 р., 1943 р.                                             | Харківська скульптурна фабрика 1979 р.          | Скульптура — 4,0 м, з/б Постамент — 1,6 м, цегла, цемент                    | -<<-                       | -<<-                                                                   | 25 м (Наказ управління культури і туризму від 10.09.09. № 234) |
|       |                          |                                          | |                                                 |                                                                             |                            |                                                                        | |

## Джерело
Лист Харківської Облдержадміністрації на запит ВМ УА від 28 березня 2012. Файли доступні на сайті конкурсу WLM [Архівовано 26 березня 2018 у Wayback Machine.].